# جوديث ريغان
جوديث ريغان (بالإنجليزية: Judith Regan)‏ هي صحفية أمريكية، ولدت في 17 أغسطس 1953 في ماساتشوستس في الولايات المتحدة.

## وصلات خارجية
- جوديث ريغان على موقع IMDb (الإنجليزية)
- جوديث ريغان على موقع إن إن دي بي (الإنجليزية)
- جوديث ريغان على موقع قاعدة بيانات الفيلم (الإنجليزية)